# 蒲江石窟
蒲江石窟，为分布在中国四川省成都市蒲江县的石窟摩崖造像的总称，其中飞仙阁摩崖造像、龙拖湾摩崖造像两处集中的摩崖造像于2006年5月25日列為第六批全國重點文物保護單位。

## 飞仙阁摩崖造像
飞仙阁摩崖造像，位于蒲江县城西南十公里左右的朝阳湖镇仙阁村，是一处唐代至清代的石窟摩崖造像。飞仙阁摩崖造像始建于武则天永昌元年（689年）。造像创作时期包括唐代造像64龛窟491尊、五代造像17龛窟256尊、清代造像11龛窟30尊，还有宋代石刻题记4则、明代石刻题记2则、民国时期石刻题记6则。造像组合有佛教、道教造像，还有佛道合龛等；其中大佛坪8号龛内有高6米的唐代弥勒佛。
2003年飞仙阁摩崖造像9号龛中两尊稀世石刻的头像曾发生被盗事件。

## 龙拖湾摩崖造像
龙拖湾摩崖造像，位于鹤山镇蒲砚村的龙拖湾、庵子岩、土地嘴、石马庵四处。是一处南北朝至清代的石窟摩崖造像，共有龛窟35个、造像468尊。